# Superdeterminisme

Una representació hipotètica del superdeterminisme en què s'utilitzen fotons de les galàxies distants Sb i Sc per controlar l'orientació dels detectors de polarització α i β just abans de l'arribada dels fotons entrellaçats Alice i Bob.

En mecànica quàntica, el superdeterminisme és una llacuna en el teorema de Bell. Postulant que tots els sistemes que es mesuren estan correlacionats amb les eleccions de quines mesures s'han de fer sobre ells, els supòsits del teorema ja no es compleixen. Per tant, una teoria de variables ocultes que és superdeterminista pot complir la noció de causalitat local de Bell i encara violar les desigualtats derivades del teorema de Bell. Això permet construir una teoria local de variables ocultes que reprodueix les prediccions de la mecànica quàntica, per a la qual s'han proposat alguns models de joguina. A més de ser deterministes, els models superdeterministes també postulen correlacions entre l'estat que es mesura i la configuració de la mesura. El teorema de Bell assumeix que les mesures realitzades a cada detector es poden triar independentment les unes de les altres i de les variables ocultes que determinen el resultat de la mesura. Aquesta relació sovint es coneix com a independència de mesura o independència estadística. En una teoria superdeterminista aquesta relació no es compleix; les variables ocultes estan necessàriament correlacionades amb la configuració de mesura. Com que l'elecció de les mesures i la variable oculta estan predeterminades, els resultats d'un detector poden dependre de quina mesura es faci a l'altre sense que la informació viatgi més ràpid que la velocitat de la llum. El supòsit de la independència estadística de vegades es coneix com a supòsit de lliure elecció o de lliure albir, ja que la seva negació implica que els experimentals humans no són lliures d'escollir quina mesura realitzar.
És possible provar versions restringides del superdeterminisme que postulen que les correlacions entre les variables ocultes i l'elecció de la mesura s'han establert en el passat recent. En general, però, el superdeterminisme és fonamentalment impossible de comprovar, ja que es pot postular que les correlacions existeixen des del big-bang, cosa que fa que l'escletxa sigui impossible d'eliminar.